# Lupin III vs Detective Conan
Lupin III vs Detective Conan (jap. ルパン三世VS名探偵コナン Rupan Sansei tai Meitantei Conan) – odcinek specjalny wyprodukowany przez TMS Entertainment, Nippon Television i Yomiuri Telecasting Corporation, jest to crossover serii Lupin III i Detektyw Conan. Miał swoją premierę 27 marca 2009 roku.
Odcinek specjalny powstał dla upamiętnienia 55. rocznicy NTV i 50. rocznicy Yomiuri TV. Zdobył rekordową ocenę oglądalności 19,5% w Japonii. Został wydany na DVD i Blu-ray 24 lipca 2009 roku przez VAP.

## Obsada
- Akira Kamiya jako Kogorō Mōri
- Chafūrin jako Inspektor Megure
- Eiko Masuyama jako Fujiko Mine
- Gorō Naya jako Inspektor Zenigata
- Kanichi Kurita jako Arsene Lupin III
- Kappei Yamaguchi jako Shinichi Kudō
- Kiyoshi Kobayashi jako Daisuke Jigen
- Makio Inoue jako Goemon Ishikawa XIII
- Minami Takayama jako Conan Edogawa
- Wakana Yamazaki jako Ran Mōri
- Naoko Matsui jako Sonoko Suzuki
- Wataru Takagi jako Wataru Takagi
- Hikaru Midorikawa jako Keith Dan Stinger
- Hiroko Suzuki jako Sakura Aldia Vesparand
- Jun Fukuyama jako Gill Cowl Vesparand
- Taiten Kusunoki jako Kyle
- Yui Horie jako Mira Julietta Vesparand
- Yūsaku Yara jako Gerald Muska Vesparand